# Sparasion savaiiense
Sparasion savaiiense är en stekelart som beskrevs av David Timmins Fullaway 1939. 
Sparasion savaiiense ingår i släktet Sparasion och familjen Scelionidae. Inga underarter finns listade i Catalogue of Life.